# 坂北インターチェンジ
坂北インターチェンジ（さかきたインターチェンジ）は、広島県安芸郡坂町横浜中央一丁目にある広島呉道路のインターチェンジ（以下、IC）である。
広島方面入口、呉方面出口のみのハーフインターチェンジである。通行料金は坂本線料金所で一括して徴収するため、当ICには料金所はない。

## 接続道路
- 国道31号

## 歴史
- 1974年5月29日：供用開始。当時は、坂南ICの供用前で、名称は、坂ICだった。
- 1996年8月30日：坂 - 天応間（現・天応東IC）開通。同時に坂北ICに改称。開通までの間、当ICでは長らく本線車道部分の高架が国道31号に面するところでぷつりと途切れ、そこから先呉方面に向かい橋脚のみが2対立っている、という光景がみられた。

## 周辺
- パルティフジ坂
  - パルティフジ坂店
  - ヤマダ電機テックランド安芸坂店
  - ユニクロ
  - フィッタ坂〈スポーツジム〉
  - Seare(シーレ)〈銭湯〉
  - Right on
  - TSUTAYA坂店
- 呉信用金庫
- JR呉線 坂駅
- 横浜出張所
- 横浜小学校
- 坂北IC入口の国道31号との交差点の信号機の名称は現在でも「坂インター」である。なお、この信号機は当初は全感応式信号機であったが、広島呉道路全通後は時差式信号機に変更となっている。

## 隣
E31 広島呉道路
(1-1)仁保JCT - 坂PA（広島方面のみ）/坂TB - (2-1)坂北IC - (2-2)坂南IC（呉方面のみ） - (3-1)天応西IC